# Niveauverzameling
In de wiskunde is een niveauverzameling van een functie {\displaystyle f} de verzameling van argumenten van {\displaystyle f}, waarvoor {\displaystyle f} een bepaalde waarde, een bepaald niveau heeft. Anders gezegd: een niveauverzameling van een functie is het inverse beeld van een bepaalde functiewaarde. Als {\displaystyle f} een reëelwaardige functie is van {\displaystyle n} variabelen, is de niveauverzameling voor het niveau {\displaystyle c\in \mathbb {R} } gedefinieerd als
{\displaystyle \{(x_{1},\ldots ,x_{n})\mid f(x_{1},\ldots ,x_{n})=c\}}
Een niveaukromme, contourlijn of isopleet is een niveauverzameling van een functie in twee variabelen, of een deel ervan: een niveauverzameling kan ook uit meerdere gesloten krommen bestaan, en/of krommen die tot het oneindige of de rand van het afgebeelde gebied lopen. Als de functie constant is binnen een niveaukromme, behoort dat gebied ook tot de betreffende niveauverzameling. 
De isobaren in de meteorologie zijn een voorbeeld van contourlijnen.

## Theorie
Bij drie variabelen spreekt men over een niveauoppervlak. De niveauverzameling van een functie in meer dan drie variabelen wordt door een hyperoppervlak weergegeven.
Een verzameling van de vorm
{\displaystyle \{(x_{1},\ldots ,x_{n})\mid f(x_{1},\ldots ,x_{n})\leq c\}}
wordt een subniveauverzameling van {\displaystyle f} genoemd.
De volgende stelling legt verband tussen de gradiënt en een niveauverzameling.
Laat {\displaystyle f} een functie in de {\displaystyle n} variabelen {\displaystyle x_{i}} zijn. Als {\displaystyle f} differentieerbaar is, staat de gradiënt {\displaystyle \nabla f} in het punt {\displaystyle {\vec {x}}} loodrecht op de niveauverzameling van {\displaystyle f} in {\displaystyle {\vec {x}}} of is gelijk aan 0.
Bewijs voor {\displaystyle n=2}
De niveauverzameling voor {\displaystyle f(x,y)=f(x_{0},y_{0})=c} is
{\displaystyle L(c)=\{(x,y)|f(x,y)=c\}}
die kan worden beschreven door de impliciete functie {\displaystyle y_{R}(x)} bepaald door de relatie:
{\displaystyle f(x,y_{R}(x))-c=0}
Als {\displaystyle \partial f/\partial y} in {\displaystyle (x_{0},y_{0})} ongelijk is aan 0, heeft de raaklijn aan {\displaystyle L(c)} de richtingscoëfficiënt: 
{\displaystyle {\frac {\mathrm {d} y_{R}}{\mathrm {d} x}}=-{\frac {\frac {\partial f}{\partial x}}{\frac {\partial f}{\partial y}}}},
Voor een punt {\displaystyle (x_{R},y_{R})} op de raaklijn geldt dus:
{\displaystyle (y_{R}-y_{0}){\frac {\partial f}{\partial y}}+(x_{R}-x_{0}){\frac {\partial f}{\partial x}}=0},
waaruit blijkt dat de gradient in {\displaystyle (x_{0},y_{0})} loodrecht staat op de niveauverzameling.
Als {\displaystyle \partial f/\partial y=0} in {\displaystyle (x_{0},y_{0})}, maar {\displaystyle \partial f/\partial x\neq 0}, kan dezelfde redenering gegeven worden door verwisseling van {\displaystyle x} en {\displaystyle y}.